# Holomelina aurantiaca
Virbia aurantiaca là một loài bướm đêm thuộc phân họ Arctiinae, họ Erebidae.